# Хлеб детства моего
«Хлеб детства моего» (укр. Хлiб мого дитинства) — советский художественный фильм 1977 года. Премьера фильма состоялась в феврале 1979 года.
Лауреат приза и диплома конкурса фильмов для детей и юношества на Всесоюзном кинофестивале 1978 года в Ереване. Также получил приз и диплом фестиваля «Молодость-78» в Киеве.

## Сюжет
Фильм повествует о детях войны. Васька и Витька — два пионера, друга-подростка, чтобы заработать после освобождения от немецкой оккупации родной деревни, отправляются в город для торговли хозяйственными мелочами. Путешествие заканчивается неожиданным происшествием — бесследно исчезает корзина с их товаром. Возвращаясь домой, друзья останавливаются у заминированного ржаного поля с перезрелыми колосьями. Понимая, что зерно могло бы накормить деревню, мальчишки решают разминировать поле. Путем неимоверных усилий они выполняют задуманное, дав тем самым односельчанам провести жатву и обеспечить их существование на ближайшее будущее.

## В ролях
- Эдуард Купоросов[1] — Васька (главная роль)
- Александр Ведерников[2] — Витька (главная роль)
- Евгений Стежко — председатель
- Алла Мещерякова — Дарья
- Оксана Бобрович — Наташа
- Раиса Куркина — мать Васьки
- Андрей Болдин[3] — Петька
- Володя Шкаликов[4] — мальчик с балалайкой
- Наталия Гебдовская — Матрёна Матвеевна, баба Мотя
- Игорь Класс — Яков
- Леонид Яновский — Шорохов
- Борис Сабуров — дедушка Вити
- Анатолий Дриженко — сапёр
- Екатерина Загорянская — селянка
- Людмила Лобза — соседка
- Юрий Мысенков[5] — солдат (нет в титрах)
- Сергей Глазков[6] — юродивый (нет в титрах)

### Эпизодические роли
- А. Горбатюк
- В. Кузьмин
- Г. Моринец
- Алексей Лупий[7]
- Наталья Моргунова[8]
- Оксана Моргунова
- Владимир Шлапак[9]
- Ольга Рогозина
- Александр Гединский[10]

## Съёмочная группа
- Автор сценария: Василий Решетников[11]
- Режиссёр-постановщик: Ярослав Лупий
- Художник-постановщик: Владимир Ефимов
- Оператор: Сергей Стасенко
- Композитор: Владимир Губа